# Żabów
Żabów [ˈʐabuf] (deutsch Sabow) ist ein Dorf in der Woiwodschaft Westpommern in Polen. Es gehört zu der Gmina Pyrzyce (Gemeinde Pyritz) im Powiat Pyrzycki (Pyritzer Kreis).

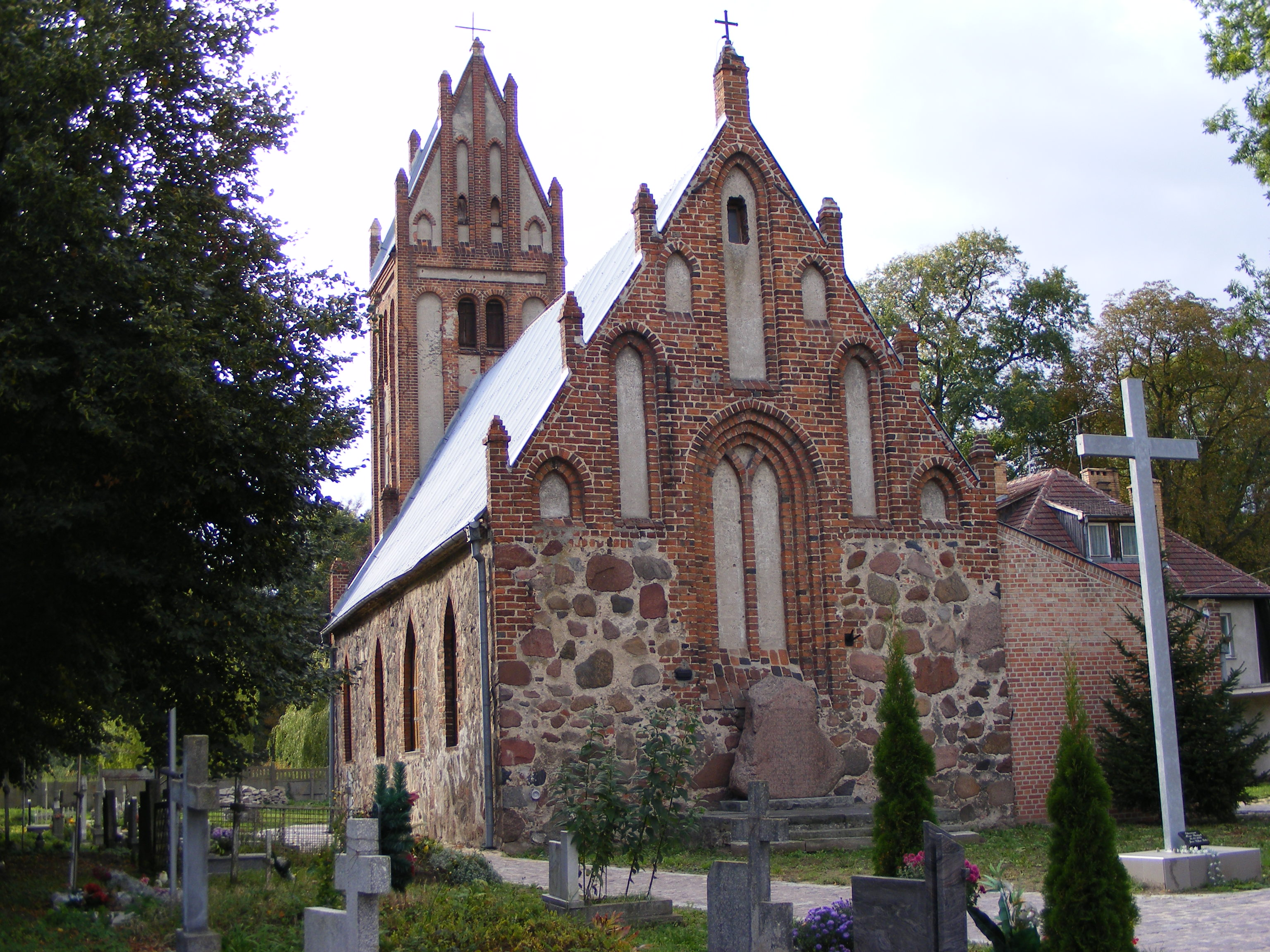
Die Dorfkirche von Żabów

## Orts- und Gutshistorie
Das Dorf liegt 7 km nordwestlich von Pyrzyce und 31 km südöstlich von Stettin. Für einige Generationen gehörte das örtliche Rittergut der briefadeligen Familie von Diringshofen. Dieses Adelsgeschlecht bildete eine eigene Familienline Sabow heraus, deren Begründer der Stettiner Ratsherr Martin Diring von Diringshofen und seine Ehefrau Regina Labes sind. Erste Gutsherren sind dann Christianus von Diringshofen, seit 1652. Dann folgt wiederum sein Bruder Martin von Diringshofen, verheiratet mit Maria Elisabeth Wähliko-Rischow. Gutserbe wurde später Gustav Ludwig von Diringshofen-Sabow (1679–1744), aus dessen erster Ehe mit von Margareta Elisabeth von Billerbeck stammten sieben Kinder, sämtlich in Sabow geboren. Von den weiteren Nachfahren stammten drei Generäle. Letzter Diringshofer auf Sabow wurde Gustav Friedrich Wilhelm von Diringshofen (1777–1796), der sich die preußische Adelslegitimation mit Lehnsfähigkeit bestätigen ließ und der älteste Sohn der Johanna von Hirschfeld und des kgl. preuß. Generalmajors Gustav Friedrich von Diringshofen (1731–1788) war. 1844 bestand eine Ziegelei am Ort. Bis 1853 bleibt die Besitzerfrage gänzlich ungeklärt. 1859 geht der Gutsbesitz in den Verkauf. Zwischenzeitlich gehörte es jeweils kurz der Familie des Johann Caspar von Heyden, und den Familie, Doehn und Runge.
Nachfolgend wechselten häufiger die Besitzer des Rittergutes Sabow. Mitte des 19. Jahrhunderts erwirbt für 125.000 Taler eine Potsdamer Kaufmannsfamilie, vertreten durch die Witwe Tummeley das Rittergut in Sabow, als ehemals Diringshofensches Lehn. Frau Tummeley fügt dem Gutsbesitz üblich den Namen des Gutes ihrem Familiennamen an und nennt sich fortan Tummeley-Sabow. Der Sohn, Eduard Tummeley (1802–1858), nennt einen namhaften Besitz in Potsdam sein Eigen, der Hauptwohnsitz der Familie ist aber teils Sabow. Er wurde Universalerbe des Potsdamer Kaufmanns August Friedreich Eisenhart. Seine Ehefrau ist Auguste, geborene Betche. Die hier geborenen Töchter der Familie heiraten in den pommerschen Adel ein. Auf dem Gut führt Familie Friedrich Tummeley eine Dampfbranntweinbrennerei und zusätzlich eine Ziegelei. 1905 führt Frau Tummeley, geb. Wendorff, den Gutsbetrieb. Dr. jur. Hans Tummeley ist der letzte Vertreter vor Ort.
Um 1910 war Willy Meßner Eigentümer des Sabower Rittergutes, Verwalter Oberinspektor G. Mannigel. Zum Gut gehörte das Vorwerk Kleinrischow. Der Gesamtumfang betrug 666 ha und es bestand eine Zusammenarbeit mit einer Spirituosenbrennerei. 1939 betrug die Gutsgröße 728 ha, Besitzer Wilhelm Meßner, Ernst Wartenberg Verwalter.
Vor 1945 bildete Sabow, einschließlich des Wohnplatzes Windmühle, eine Landgemeinde im Kreis Pyritz der preußischen Provinz Pommern. Im Jahre 1933 wurden in der Gemeinde 414 Einwohner gezählt, im Jahre 1939 waren es 395.
Nach dem Zweiten Weltkrieg kam Sabow, wie ganz Hinterpommern, an Polen. Der Ortsname wurde zu „Żabów“ polonisiert.

## Söhne und Töchter des Ortes
- Bernhard Alexander von Düringshofen (1714–1776), preußischer Generalmajor und Chef des Infanterie-Regiments Nr. 24.